# Protandrena maculata
Protandrena maculata är en biart som beskrevs av Timberlake 1976. Protandrena maculata ingår i släktet Protandrena och familjen grävbin. Inga underarter finns listade i Catalogue of Life.